# Chlamydacanthus
Chlamydacanthus là chi thực vật có hoa trong họ Acanthaceae.